# 8380 Tooting
8380 Tooting eller 1992 SW17 är en asteroid i huvudbältet som upptäcktes den 29 september 1992 av den amerikanske astronomen Henry E. Holt vid Palomarobservatoriet. Den är uppkallad efter Tooting i London.
Asteroiden har en diameter på ungefär 10 kilometer.